# Fatma Altinok
Fatma Altinok (* 1. März 1926 in der Türkei; † 2022 in Istanbul) war eine deutsche Lehrerin.

## Leben
Die Arztehefrau lebte mit ihrer Familie bis 1961 in Ankara. Nach einem Jahr in Berlin kam sie 1963 nach Koblenz. Zunächst betreute sie Kinder von „Gastarbeitern“ in der Hausaufgabenhilfe. Von 1971 bis 1989 war sie von der Bezirksregierung Koblenz als Lehrerin für Türkisch an Schulen im Koblenzer Raum angestellt. Daneben gab sie Seminare für türkische Lehrer im Staatlichen Institut für Lehrerausbildung in Speyer und wurde Ehrenvorsitzende im Verein zur Förderung Deutsch-Türkischer Begegnung (Merhaba) in Koblenz. Am 24. Mai 1983 überreichte Bundespräsident Karl Carstens ihr das Bundesverdienstkreuz am Bande.
Altinok, die zum Zeitpunkt ihrer Einwanderung kein Deutsch sprach, galt im Koblenzer Raum schon bald als Ansprechpartnerin bezüglich türkischer Themen und als „Brücke“ zwischen deutscher und türkischer Gesellschaft. Der heutige Koblenzer Oberbürgermeister Joachim Hofmann-Göttig zählt sie zu den „führenden Migrations-Sachkennern“ der Gegend. 1997 wurde sie in den Koblenzer Seniorenbeirat berufen.